# Bernhard Roßmann
Bernhard Roßmann (* 30. Dezember 1873 in Bremen-Oslebshausen; † 29. Februar 1960 in Bremen) war ein deutscher Lehrer, Senator und Politiker (SPD).

## Biografie

### Familie, Ausbildung und Beruf
Roßmann war der Sohn eines Lehrers, zuletzt in einer Strafanstalt. Sein Enkel war der Rossmann-Gründer und Leiter Dirk Roßmann (* 1946).

Roßmann besuchte eine Realschule und absolvierte ein Lehrerseminar. Von 1893 bis 1898 war er Hilfslehrer an Bremer Gemeindeschulen. 1899 machte er ein externes Abitur am Bremer Realgymnasium. Er studierte von 1899 bis 1905 Deutsch, Französisch, Englisch und Pädagogik an der Universität Marburg, der Friedrich-Wilhelms-Universität Berlin und der Universität Kiel. Er promovierte 1908 zum Dr. phil. in Kiel. Nach dem Referendariat wurde er Studienassessor. Von 1906 bis 1928 war er wissenschaftlicher Hilfslehrer, dann Oberlehrer, schließlich Studienrat an einer Realschule in Bremen. 1928/29 war er Rechnungsführer und stellvertretender Oberschulrat, von 1929 bis März 1933 Oberschulrat der Behörde für das Fortbildungs- und Fachschulwesen in Bremen. Nach dem Zweiten Weltkrieg konnte er wieder von 1945 bis 1949 seine Tätigkeit als Oberschulrat für das Berufs- und Fachschulwesen in Bremen aufnehmen.

### Politik
Roßmann wurde Mitglied der SPD. Nach dem Ersten Weltkrieg war er 1919/1920 Mitglied in der verfassunggebenden Bremer Nationalversammlung. Vom April 1919 bis zum Juli 1920 nahm er im provisorischen Senat unter Karl Deichmann die Aufgaben eines Senators in Bremen war.  Danach war er  von 1920 bis 1930 Mitglied der Bremischen Bürgerschaft.